# Willem Hendrik de Beaufort (1844-1900)
Willem Hendrik de Beaufort (Utrecht, 14 september 1844 - 's-Gravenhage, 18 april 1900) was een Nederlandse politicus.
De Beaufort was een Liberaal Tweede Kamerlid aan het einde van de negentiende eeuw. Hij was een telg van een Utrechts adellijk en bestuurlijk geslacht, dat bovendien nauwe banden had met andere vooraanstaande families. Hij was al op zijn vijfentwintigste burgemeester van drie plattelandsgemeenten; later gedeputeerde van Utrecht. In 1891 versloeg hij in het district Wijk bij Duurstede Schaepman.
- Biografisch Portaal: 43196006
- Parlement.com: vg09lkxshnwn